# Йожеф Сабо (1896—1973)
Йожеф Сабо (угор. József Szabó, 11 травня 1896, Геню, Австро-Угорщина — 17 березня 1973) — угорський футболіст, що грав на позиції захисника, півзахисника. Виступав за національну збірну Угорщини. По завершенні ігрової кар'єри — тренер, відомий роботою з низкою португальських команд.
Триразовий чемпіон Португалії (як тренер).

## Клубна кар'єра
У дорослому футболі дебютував виступами за команду клубу «Дьйор». Своєю грою за цю команду привернув увагу представників тренерського штабу клубу «Ференцварош», до складу якого приєднався 1919 року. Відіграв за клуб з Будапешта наступні п'ять сезонів своєї ігрової кар'єри.
Згодом з 1924 по 1928 рік грав у складі команд клубів «Дьйор», «Галадаш», «Насьонал» та «Марітіму».
1928 року перейшов до клубу «Порту», за який відіграв чотири сезони. Невдовзі після переїзду на Пірінеї отримав португальське громадянство. Завершив професійну кар'єру футболіста виступами за цей клуб 1932 року.

## Виступи за збірну
1920 року дебютував в офіційних матчах у складі національної збірної Угорщини. Протягом кар'єри у національній команді, яка тривала 4 роки, провів у формі головної команди країни шість матчів.

## Кар'єра тренера
Розпочав тренерську кар'єру, ще продовжуючи грати на полі, 1928 року, очоливши тренерський штаб клубу «Порту». 1935 року став головним тренером команди «Брага», тренував клуб з Браги один рік.
Згодом протягом 1936—1944 років очолював тренерський штаб клубу «Спортінг». 1944 року прийняв пропозицію попрацювати у клубі «Брага». Залишив клуб з Браги 1945 року.
Протягом 2 років, починаючи з 1945, був головним тренером команди «Порту». 1950 року був запрошений керівництвом клубу «Брага» очолити його команду, з якою пропрацював до 1952 року.
З 1953 і по 1955 рік очолював тренерський штаб команди «Брага». 1956 року став головним тренером команди «Брага», тренував клуб з Браги один рік.
Згодом протягом 1960—1961 років очолював тренерський штаб клубу «Брага».
Протягом тренерської кар'єри також очолював команди клубів «Ольяненсі», «Портімоненсі», «Орієнтал», «Атлетіку» (Лісабон), «Лейшойнш», «Торренсе» та «Баррейренсі».
Останнім місцем тренерської роботи була збірна Анголи, головним тренером команди якого Йожеф Сабо був з 1965 по 1966 рік.
Помер 17 березня 1973 року на 77-му році життя.
| Дата      | Місто     | Господарі | Результат | Гості     | Турнір           | Голи | Примітки |
| --------- | --------- | --------- | --------- | --------- | ---------------- | ---- | -------- |
| 7-11-1920 | Будапешт  | Угорщина  | 1 – 2     | Австрія   | товариський матч | -    |          |
| 24-4-1921 | Відень    | Австрія   | 4 – 1     | Угорщина  | товариський матч | -    |          |
| 14-5-1922 | Краків    | Польща    | 0 – 3     | Угорщина  | товариський матч | -    |          |
| 15-6-1922 | Будапешт  | Угорщина  | 1 – 1     | Швейцарія | товариський матч | -    |          |
| 13-7-1922 | Гельсінкі | Фінляндія | 1 – 5     | Угорщина  | товариський матч | -    |          |
| 6-5-1923  | Відень    | Австрія   | 1 – 0     | Угорщина  | товариський матч | -    | 72'      |
| Усього    |           | Матчів    | 6         |           | Голів            | 0    |          |

## Досягнення

### Як тренера
- Чемпіон Португалії:

«Порту»: 1934–1935
«Спортінг»: 1940–1941, 1943–1944